# Лондонска општина Бромли
Бромли (енгл. London Borough of Bromley) је назив општине у периферном југоистичном делу Лондона. То је, по површини, највећа лондонска општина, иако њен највећи део чине зелене површине.
Општина је административно конституисана 1965. Укључила је низ мањих, до тада независних општина: Бромли, Бекенем, Пенџ, Орпингтон и делове Чизлхрста и Сидкапа. Неке административно нису биле део Лондона.
Преко 100 паркова и других отворених зелених површина заузима велики део територије општине. Неки од њих су веома велики, као Кристал Палас парк. Насељени део општине сконцентрисан је у њеном северном и западном делу. Већа насељена места су: Бромли, Бекенем, Орпингтон, Фарнбороу, Бигин Хил, Чизлхрст и друга. Популација је претежно хомогена, и Бромли и околина су једни од пожељнијих стамбених четврти у Лондону.
Општина је са остатком Лондона повезана линијама које опслужује Саутистерн железничка компанија као и Викторија линијом лондонског метроа.